# Heteroconger luteolus
Heteroconger luteolus és una espècie de peix pertanyent a la família dels còngrids.

## Hàbitat
És un peix marí, demersal i de clima tropical que viu fins als 33 m de fondària.

## Distribució geogràfica
Es troba al golf de Mèxic.

## Observacions
És inofensiu per als humans.